# Низаметдинов, Равиль Мифтахович
Рави́ль Мифта́хович Низаметди́нов (1929—1993) — директор совхоза Весенний Тукаевского района. Герой Социалистического Труда (1990).

## Биография
Родился 10 марта 1929 года в селе Новые Чукалы Дрожжановского района.
Окончил семилетнюю школу. Рано потеряв отца и мать, работал в колхозе.
В 1947—1952 годах служил в Военно-Морском Флоте СССР. Вернувшись на родину, работал бригадиром, заместителем председателя колхоза, председателем сельского Совета.
В 1959—1962 годах учился в партийно-советской школе в городе Ульяновске.
С 1962 по 1967 годы — председатель колхоза имени Н. Э. Баумана, затем в течение пяти лет — начальник управления сельского хозяйства Дрожжановского района.
В 1972—1993 годах — директор строящегося Набережночелнинского тепличного комбината, первый директор совхоза «Весенний».
Окончил заочно Высшую партийную школу при ЦК КПСС (1966).
В 1992 году Р. М. Низаметдинов ушёл на пенсию.
Последние годы жил в городе Набережные Челны, умер в 1993 году.
Похоронен в селе Новые Чукалы Дрожжановского района.

## Память
- Постановлением администрации города Набережные Челны № 2332 от 18 декабря 2000 года улицы Майская и Первомайская переименованы в улицу имени Низаметдинова Р. М. (в связи с 70-й годовщиной со дня рождения)[1].
- В 2005 году на фасаде дома в Набережных Челнах, где жил Боровиков Г. П., установлена мемориальная доска[2].
- В селе Новые Чукалы Дрожжановского района был открыт музей уроженца этого села — Героя Социалистического Труда, заслуженного работника сельского хозяйства России и Татарстана Равиля Низаметдинова[3].

## Награды и звания
- Герой Социалистического Труда — Указом № 643 Президента СССР Михаила Сергеевич Горбачёва «О присвоении звания Героя Социалистического Труда тов. Низаметдинову Р. М.» от 28 августа 1990 года «за достижение высоких показателей в производстве и продаже государству сельскохозяйственной продукции, большой личный вклад в решение социальных вопросов» удостоен звания Героя Социалистического Труда с вручением ордена Ленина и золотой медали «Серп и Молот»[4].
- Награждён орденами Трудового Красного Знамени (1966, 1981), «Знак Почёта» (1967), серебряной и бронзовой медалями ВДНХ СССР.
- Заслуженный работник сельского хозяйства РСФСР (1983).